# William Cramp and Sons

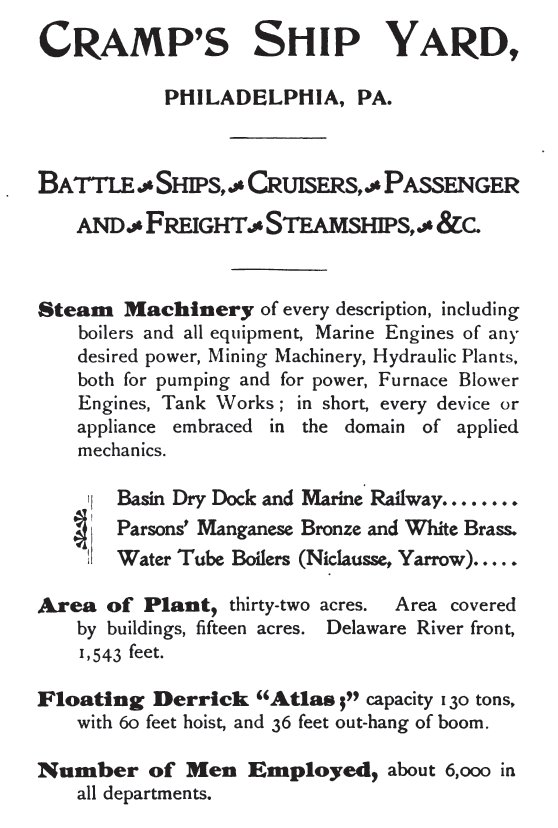
Рекламный лист компании William Cramp & Sons, 1899 год

Уильям Крамп и сыновья (англ. William Cramp & Sons) — американская судостроительная компания в Филадельфии (штат Пенсильвания), основанная в 1825 году Уильямом Крампом (англ. William Cramp). В XIX веке — ведущая компания США по строительству стальных кораблей. В 1919 году куплена компанией «The American Ship & Commerce Corporation», однако закрыта в 1927 году в связи с уменьшением количества заказов со стороны ВМС США после подписания в 1922 году Вашингтонского соглашения о сокращении флотов. В 1940 году ВМС США вложили $22 млн в расконсервацию верфи для строительства крейсеров и подводных лодок. В 1947 году компания была снова закрыта и место на реке Делавэр, где она располагалась, превращено в индустриальный парк.

## Построенные корабли
Список судов по (году закладки):
- «Забияка» (1878) — бронепалубный крейсер II ранга
- «Балтимор» (1887) — бронепалубный крейсер 2 класса для ВМС США.
- BB-1 «Индиана»(1890) — броненосец береговой обороны 1 класса — головной корабль типа «Индиана» для ВМС США.
- «Сент-Луис»[англ.] (1894) и «Сент-Пол»[англ.] (1895) — первые океанские лайнеры, построенные в США после закрытия «Линии Коллинза»[англ.] в 1850-х годах. 5 ноября 1899 «Сент-Пол» стал первым в мире лайнером, сообщившим о своём прибытии в порт по радио. Судно следовало из Нью-Йорка в Англию и имело на борту беспроволочный телеграф Маркони.
- «Касаги» (1897) — бронепалубный крейсер 2 класса — для ВМФ Японии.
- «Варяг» (1898) — бронепалубный крейсер I ранга — легендарный русский крейсер (спущен на воду 31 октября 1899 года), геройски погибший во время Русско-японской войны в бою с превосходящими силами японской эскадры.
- «Ретвизан» (1899) — эскадренный броненосец для ВМФ России.
- «Меджидие» (1901) — бронепалубный крейсер 2 класса — для ВМФ Турции.